# Libro de Durrow

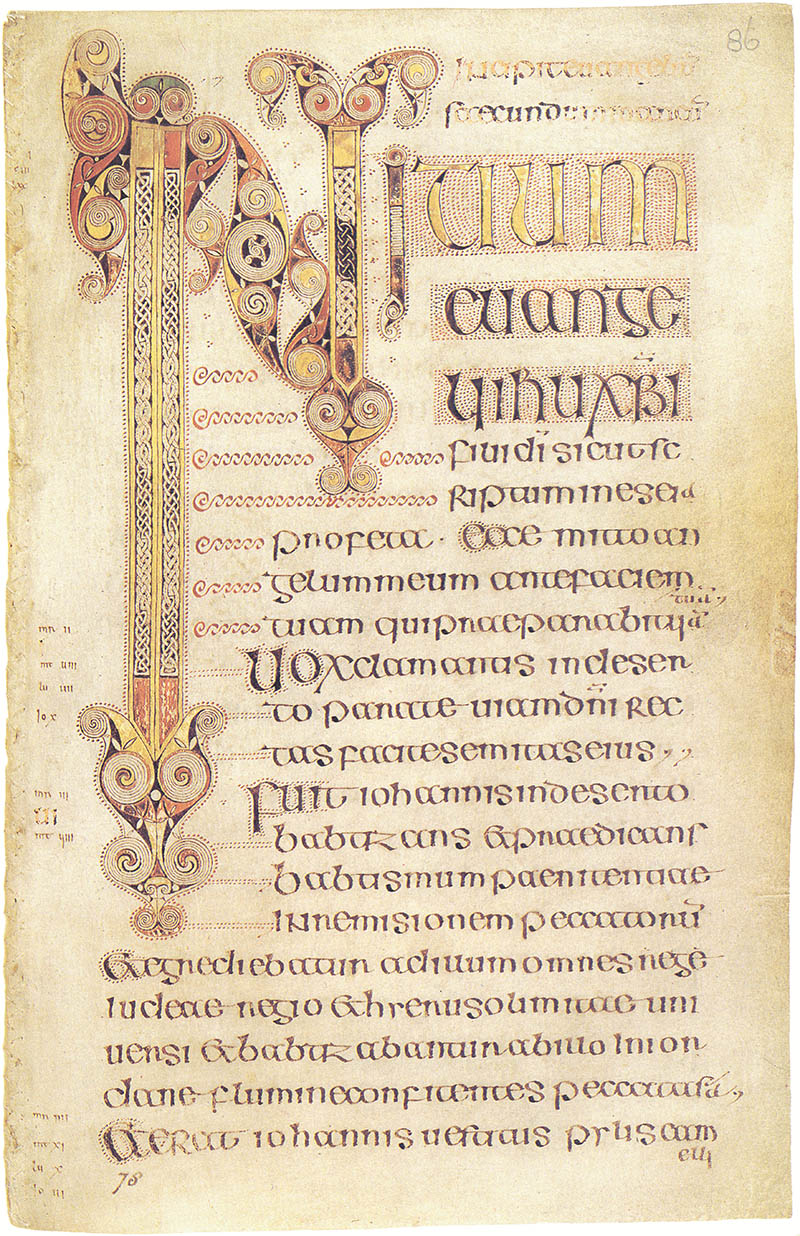
Libro de Durrow.

El Libro de Durrow (Book of Durrow en inglés) es un manuscrito iluminado del siglo VII. Pudo ser realizado en Northumbria (norte de Inglaterra), o en la abadía de Durrow cerca de Durrow, en el condado de Laois, en Irlanda. Los investigadores tienden a decantarse por la segunda hipótesis.

## Descripción
El Libro de Durrow es un evangeliario, y constituye quizá el Evangelio iluminado más antiguo de Gran Bretaña e Irlanda. El texto comprende los Evangelios según Mateo, según Marcos, según Lucas y según Juan, además de bastantes textos introductorios. Los símbolos de los evangelistas aparecen según la tradición de San Ireneo, en el que el león representa a San Juan y el águila a San Marcos, al contrario de la más moderna tradición de San Ezequiel (s. VIII), siendo el águila San Juan y el león San Marcos.
La obra mide 247 mm por 228, y consta de 248 hojas de pergamino. Está ricamente decorada y contiene, entre otras, seis páginas con motivos de tapiz, una miniatura de los cuatro símbolos de los evangelistas, otras cuatro miniaturas a página entera, todas ellas con cada uno de los símbolos, y finalmente seis páginas con el texto decorado con ornamentos.
Hoy en día el manuscrito se encuentra en la biblioteca del Trinity College de Dublín, en Irlanda, bajo la referencia MS 57.